# 能見正比古
能見正比古（1925年7月18日—1981年10月30日），生於中國瀋陽市，原籍日本石川縣金澤市，作家，因為對血型性格學說的傳播而廣為日本社會所知。血型B型。

## 生平
能見正比古在东京大学獲得工程學位後，曾在東京大學繼續修讀法學，後中途退學。能見正比古就讀高中時受到他就讀東京女子高等師範學校（今御茶水女子大學）的姊姊影響，開始對血型性格學說進行傳播。而他的姊姊是受到該校教授古川竹二的影響。能見正比古因為經常在電視節目宣傳該理論並著書而廣為日本大眾所知。1981年演講中猝死。
能見正比古去世後，他的兒子能見俊賢繼續傳播血型性格學說。

## 其他興趣
能見正比古是相撲的愛好者，曾在相關雜誌上發表多篇文章。

## 外部連結
- 人類科学ABO中心(Human Science ABO Center) （页面存档备份，存于）